# Ella Sophonisba Hergesheimer

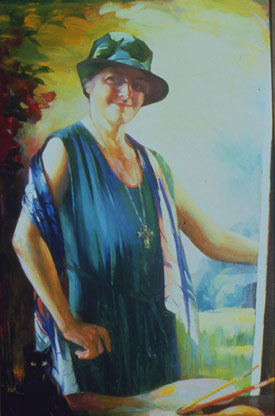
Ella Sophonisba Hergesheimer: Selbstporträt (1931)

Ella Sophonisba Hergesheimer (* 7. Januar 1873 in Allentown, Pennsylvania; † 24. Juni 1943 in Nashville, Tennessee) war eine US-amerikanische Illustratorin, Malerin und Grafikerin. Sie ist bekannt für ihre Porträts von Frauen aus der Gesellschaft Tennessees und deren Kindern.

## Leben
Ella Sophonisba Hergesheimer wurde 1873 in Allentown, Pennsylvania, als Tochter von Charles P. Hergesheimer und Ellamanda Ritter Hergesheimer geboren. Sie war die Ururenkelin des Künstlers Charles Willson Peale und nahm den Mittelnamen ihrer Großtante Sophonisba an. Sie erhielt früh Förderung in der Kunst. Sie studierte zwei Jahre an der Philadelphia School of Design for Women und vier Jahre an der Pennsylvania Academy of the Fine Arts, wo sie bei Cecilia Beaux, Hugh Breckenridge und William Merritt Chase lernte. Chase zählte sie zu seinen besten Schülerinnen. Im Jahr 1900 nahm sie am Sommeratelier in Shinnecock Hills teil. Während ihrer Studienzeit gewann sie Preise für Perspektive, Figuren- und Tierzeichnung, Landschaft und Anatomie. Als Klassenbeste erhielt sie das Cresson Traveling Scholarship, das ihr von 1904 bis 1907 Auslandsstudien ermöglichte.
In Europa studierte sie an der Académie Colarossi in Paris und stellte im Pariser Salon aus. 1905 nahm sie an einer Wanderausstellung teil, durch die sie 1907 den Auftrag erhielt, ein Porträt des methodistischen Bischofs Holland N. McTyeire anzufertigen. Anschließend zog sie nach Nashville, Tennessee, wo sie bis zu ihrem Tod lebte. In Bowling Green, Kentucky, leitete sie Kunstkurse und zählte Künstlerinnen wie Frances Fowler, Sarah Peyton und Wickliffe Covington zu ihrem Freundeskreis. Sie war mit Orlando Gray Wales befreundet, der ebenfalls Absolvent der Pennsylvania Academy war. Ella Sophonisba Hergesheimer starb am 24. Juni 1943 im Alter von 70 Jahren in Nashville, Tennessee (Davidson County).

## Werk

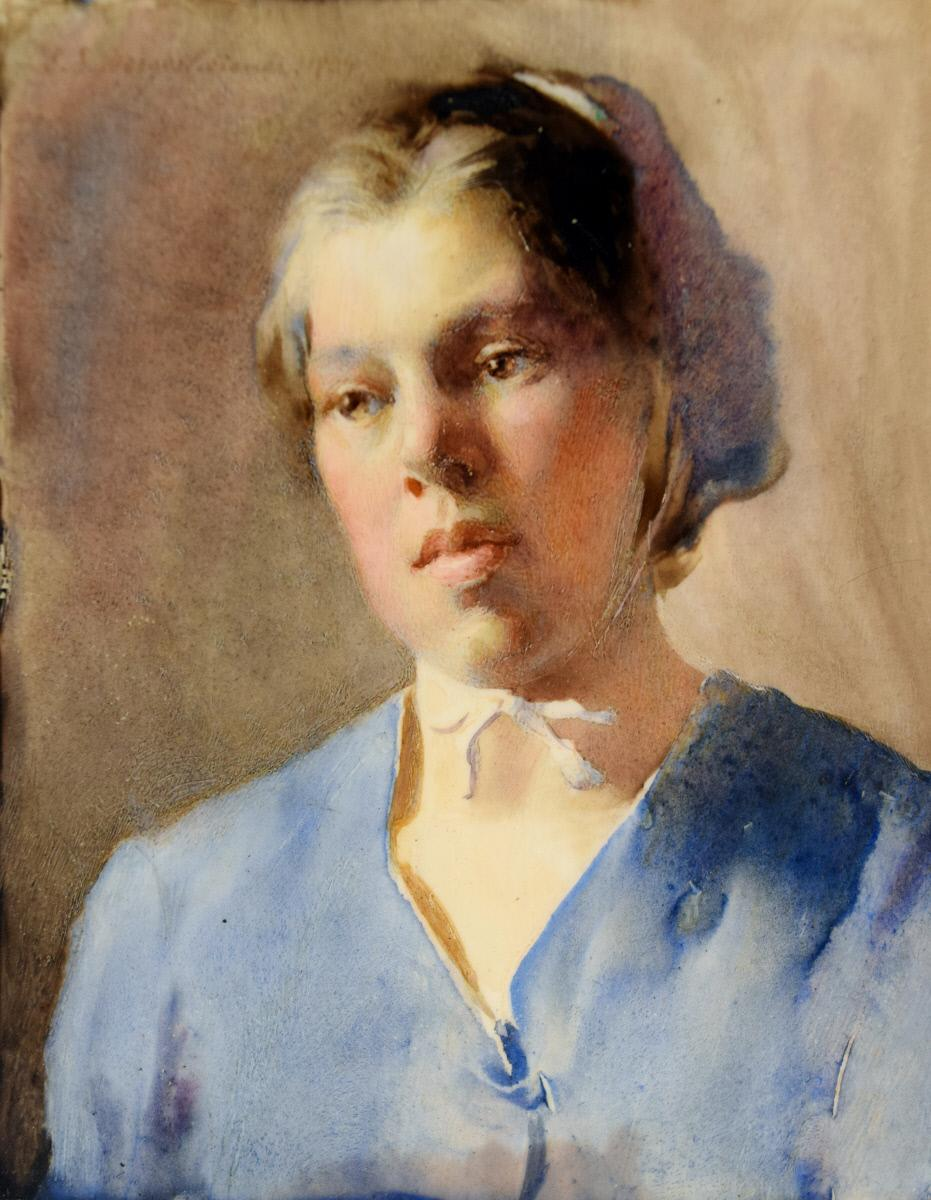
Ella Sophonisba Hergesheimer: Dutch Girl (1904). Reading Public Museum, Reading, Pennsylvania

Ihr Schwerpunkt lag auf der Porträtmalerei, insbesondere von prominenten Persönlichkeiten des amerikanischen Südens. Zu ihren Werken zählen unter anderem Porträts von Madeline McDowell Breckinridge (1920), Joseph W. Byrns Sr. (1937, im US-Kapitol) und Commodore Matthew Fontaine Maury (1923, in der US-Marineakademie). Sie schuf zudem Stillleben, Landschaftsbilder und Druckgrafiken. In ihren frühen Werken zeigte sie eine verhaltene Farbpalette; in den 1930er Jahren bevorzugte sie hingegen stärkere, helle Farben. Als Grafikerin war sie zusammen mit Blanche Lazzell Pionierin des sogenannten weißen Holzschnitts (White-Line-Woodcut). Ihre Porträts zeichnen sich durch eine reichhaltige Farbgebung und eine poetische, sensitive Annäherung an die Persönlichkeit ihrer Dargestellten aus. Sie verfolgte das Ziel, nicht nur die äußere Ähnlichkeit, sondern auch das Innere ihrer Modelle sichtbar zu machen.
Ella Sophonisba Hergesheimer nahm an zahlreichen Ausstellungen teil, darunter 1910 die Appalachian Exposition in Knoxville, bei der sie eine Goldmedaille erhielt, sowie die Tennessee State Exposition und die Sesquicentennial Exposition in Philadelphia im Jahr 1926. Darüber hinaus war sie an Ausstellungen der American Artists Professional League, des Art Institute of Chicago, der Corcoran Gallery, der National Academy of Design, der New Orleans Art Association, der Salons of America und der Society of Independent Artists beteiligt. Ihre Werke sind in den Sammlungen des Museums der Vanderbilt University, des Tennessee State Museums, des Heckscher Museums of Art in Huntington (NY), des Reading Public Museums in Reading (PA), des Morris Museums of Art in Augusta (GA), des U.S. Capitols in Washington, D.C., und der U.S. Naval Academy in Annapolis vertreten.